# Liste der Naturdenkmale in Winnenden
| Naturdenkmale | Anzahl |
| ------------- | ------ |
| FND           | 11     |
| END           | 12     |
| Gesamt        | 23     |

Diese Liste der Naturdenkmale in Winnenden enthält die verordneten Naturdenkmale (ND) der im baden-württembergischen Rems-Murr-Kreis liegenden Stadt Winnenden. Dort gibt es insgesamt 23 als Naturdenkmal geschützte Objekte, davon 11 flächenhafte Naturdenkmale (FND) und 12 Einzelgebilde-Naturdenkmale (END).
Stand: 6. Juni 2025.

## Flächenhafte Naturdenkmale (FND)
| Name                                                         | Bild | Kennung     | Einzelheiten          | Position | Fläche Hektar | Datum         |
| ------------------------------------------------------------ | ---- | ----------- | --------------------- | -------- | ------------- | ------------- |
| Alte Steinbruchwände und Flurgehölze                         |      | 81190850008 | Winnenden             | ⊙        | 0,5           | 31. Dez. 1986 |
| Alter Weinbergweg                                            |      | 81190850002 | Leutenbach, Winnenden | ⊙        | 0,2           | 31. Dez. 1986 |
| Auenwald am Buchenbachhof                                    |      | 81190850022 | Winnenden             | ⊙        | 1,6           | 17. Aug. 1981 |
| Ehemaliger Schilfsandsteinbruch                              |      | 81190850001 | Leutenbach, Winnenden | ⊙        | 1,4           | 31. Dez. 1986 |
| Geologischer Aufschluss und Steppenheide über den Weinbergen |      | 81190850012 | Korb, Winnenden       | ⊙        | 1,4           | 31. Dez. 1986 |
| Haselstein mit Steppenheide und Steppenheidegebüsch          |      | 81190850014 | Winnenden             | ⊙        | 1,2           | 30. Juli 1974 |
| Hohlweg                                                      |      | 81190850003 | Winnenden             | ⊙        | 0,3           | 31. Dez. 1986 |
| Hölzle beim Sonnenberg                                       |      | 81190850015 | Winnenden             | ⊙        | 0,4           | 30. Juli 1974 |
| Lochklinge                                                   | BW   | 81190890003 | Winnenden, Berglen    | ⊙        | 2,2           | 31. Dez. 1986 |
| Pflanzenstandort „Platte“                                    | BW   | 81190850006 | Winnenden             | ⊙        | 0,1           | 31. Dez. 1986 |
| Waldweg mit umgebenden Steppenheideresten und Gebüsch        |      | 81190850004 | Winnenden             | ⊙        | 1,4           | 31. Dez. 1986 |
| Legende für Naturdenkmal                                     |      |             |                       |          |               |               |

## Einzelgebilde (END)
| Name                                                 | Bild | Kennung     | Einzelheiten                    | Position | Fläche Hektar | Datum         |
| ---------------------------------------------------- | ---- | ----------- | ------------------------------- | -------- | ------------- | ------------- |
| Aufschluss des Kieselsandsteins (sog. Geol. Fenster) |      | 81190850020 | Winnenden                       | ⊙        | 0,0           | 13. Nov. 1992 |
| Birnbaum                                             |      | 81190850025 | Winnenden Existiert nicht mehr. | ⊙        | 0,0           | 13. Nov. 1992 |
| Birnbäume und Eiche                                  |      | 81190850027 | Winnenden                       | ⊙        | 0,0           | 13. Nov. 1992 |
| Eibe                                                 |      | 81190850019 | Winnenden                       | ⊙        | 0,0           | 13. Nov. 1992 |
| Eiche am Großen Roßberg                              |      | 81190850007 | Winnenden                       | ⊙        | 0,0           | 31. Dez. 1986 |
| Eiche                                                |      | 81190850016 | Winnenden                       | ⊙        | 0,0           | 13. Nov. 1992 |
| Eiche                                                |      | 81190850024 | Winnenden                       | ⊙        | 0,0           | 13. Nov. 1992 |
| Esche                                                |      | 81190850023 | Winnenden                       | ⊙        | 0,0           | 13. Nov. 1992 |
| Linde                                                |      | 81190850017 | Winnenden Existiert nicht mehr. | ⊙        | 0,0           | 13. Nov. 1992 |
| Linde                                                |      | 81190850018 | Winnenden                       | ⊙        | 0,0           | 13. Nov. 1992 |
| Schiller-Eiche                                       |      | 81190850021 | Winnenden                       | ⊙        | 0,0           | 23. Aug. 1979 |
| Schwarzpappel                                        | BW   | 81190850005 | Winnenden Existiert nicht mehr. | ⊙        | 0,0           | 31. Dez. 1986 |
| Legende für Naturdenkmal                             |      |             |                                 |          |               |               |

## Ehemalige Naturdenkmale
| Name                       | Bild | Kennung     | Einzelheiten | Position | Fläche Hektar | Datum         |
| -------------------------- | ---- | ----------- | --- | -------- | ------------- | ------------- |
| Wasserfall des Zipfelbachs | BW   | 81190790018 | Waiblingen, Winnenden Im Naturschutzgebiet Oberes Zipfelbachtal mit Seitenklinge und Teilen des Sonnenbergs aufgegangen. | ⊙        | 0,6           | 30. Juli 1974 |
| Legende für Naturdenkmal   |      |             | |          |               |               |